# Luka Đurić
Luka Đurić (* 18. Juni 2003 in Sinsheim) ist ein bosnisch-deutscher Fußballspieler. Der Mittelfeldspieler spielt aktuell für die TSG 1899 Hoffenheim.

## Persönliches
Luka Đurić ist der Sohn des bosnisch-herzegowinischen Profifußballers Nešo Đurić, der Anfang der 1990er Jahre für den Zweitligisten NK Iskra Bugojno spielte. Nach Ausbruch des Bosnienkrieges floh er mit seiner Familie nach Sinsheim, wo er zwischen 1992 und 2004 für die TSG 1899 Hoffenheim aktiv war. Sohn Luka wurde in Sinsheim geboren und wuchs in Hoffenheim auf.

## Karriere
Im Jahr 2008 startete Đurić mit dem Fußballspielen bei der TSG 1899 Hoffenheim. Dort durchlief er in den folgenden Jahren alle Altersklassen der TSG-Akademie, bis er Ende Oktober 2022 gegen den FSV Frankfurt erstmals für die 2. Mannschaft der Hoffenheimer in der Regionalliga Südwest spielte. In dieser Spielzeit verpasste Đurić verletzungsbedingt noch viele Spiele, konnte sich aber in der folgenden Saison 2023/24 fest in die Startelf spielen. Nach zwei Platzierungen auf dem 3. Tabellenplatz zum Saisonende gelang der Mannschaft in der Saison 2024/25 als Meister der Regionalliga der Aufstieg in die 3. Liga. Đurić absolvierte in diesem Jahr 32 Ligaspiele und war mit 13 erzielten Toren nach David Mokwa der zweitbeste Torschütze der Mannschaft. In dieser Spielzeit stand er außerdem dreimal ohne Einsatz im Kader der 1. Mannschaft bei Spielen in der Bundesliga und der Europa League.
Mitte Juni 2025 unterschrieb Đurić seinen ersten Profivertrag bei den Hoffenheimern und absolvierte anschließend mit der 1. Mannschaft das Trainingslager und die Saisonvorbereitung. Danach kehrte er zur 2. Mannschaft in die 3. Liga zurück.

## Erfolge
- Meister der Regionalliga Südwest und Aufstieg in die 3. Liga: 2024/25 (TSG 1899 Hoffenheim II)